# Chi Thông tre
Chi Thông tre (danh pháp khoa học: Podocarpus, từ tiếng Hy Lạp podos có nghĩa là chân và karpos có nghĩa là quả, tức là chỉ những cây mà quả có chân đế rõ ràng - một đặc trưng điển hình của chi thực vật này). Trong tiếng Việt gọi tên chi là Thông tre để lấy theo tên loài thực vật phổ biến của chi này ở Việt Nam là loài Thông tre. Có khoảng 105 loài trong chi này. Dạng sống chủ yếu của thực vật trong chi này là cây gỗ thường xanh và cây bụi. Thân của các loài trong chi có chiều cao 1-25m, có thể lên tới 40m. Trong thân thường có nhựa mủ. Lá kim thường là thon dài như hình liềm hoặc gần như lá tre trúc, dài từ 0,5–15 cm. Trong hệ gân có 1 gân chính đặc biệt chạy dọc lá.
Chi Podocarpus phát tích từ các vùng đất thuộc siêu lục địa cổ Gondwana, người ta tìm thấy hóa thạch của các loài thực vật thuộc chi Podocarpus có niên đại từ 45-105 triệu năm trước ở nhiều vùng của châu Phi, Nam Mỹ, Ấn Độ, Úc, New Guinea, New Zealand, Nouvelle-Calédonie.

## Phân loại
Chi này có 2 phân chi là Podocarpus và Foliolatus
Phân chi Podocarpus. Thường thấy ở các khu rừng thuộc Tasmania, New Zealand, nam Chile, một vài loài (nhưng hiếm thấy) ở vùng cao nguyên nhiệt đới châu Phi và châu Mỹ.
Phân chi Foliolatus. Thường thấy phân bố tự nhiên ở châu Á và châu Úc.
Loài
- Phân chi Podocarpus
  - Đoạn Podocarpus (đông và nam châu Phi)
    - Podocarpus elongatus
    - Podocarpus latifolius

  - Đoạn Scytopodium (Madagascar, Đông Phi)
    - Podocarpus capuronii
    - Podocarpus henkelii
    - Podocarpus humbertii
    - Podocarpus madagascariensis
    - Podocarpus rostratus

  - Đoạn Australis (đông nam Úc, New Zealand, Nouvelle-Calédonie, nam Chile)
    - Podocarpus acutifolius
    - Podocarpus alpinus
    - Podocarpus cunninghamii
    - Podocarpus gnidioides
    - Podocarpus lawrencei
    - Podocarpus nivalis
    - Podocarpus nubigenus
    - Podocarpus totara

  - Đoạn Crassiformis (đông bắc Queensland)
    - Podocarpus smithii

  - Đoạn Capitulatis (trung Chile, nam Brasil, dãy núi Andes từ bắc Argentina tới Ecuador)
    - Podocarpus glomeratus
    - Podocarpus lambertii
    - Podocarpus parlatorei
    - Podocarpus salignus
    - Podocarpus sellowii
    - Podocarpus sprucei
    - Podocarpus transiens

  - Đoạn Pratensis (đông nam México tới Guyana và Peru)
    - Podocarpus oleifolius
    - Podocarpus pendulifolius
    - Podocarpus tepuiensis

  - Đoạn Lanceolatis (nam Mexico, Puerto Rico, Tiểu Antilles, Venezuela tới vùng cao nguyên Bolivia)
    - Podocarpus coriaceus
    - Podocarpus matudai
    - Podocarpus rusbyi
    - Podocarpus salicifolius
    - Podocarpus steyermarkii

  - Đoạn Pumilis (miền nam quần đảo Caribe và cao nguyên Guyana)
    - Podocarpus angustifolius
    - Podocarpus aristulatus
    - Podocarpus buchholzii
    - Podocarpus roraimae
    - Podocarpus urbanii

  - Đoạn Nemoralis (trung và bắc Nam Mỹ, về phía nam tới Bolivia)
    - Podocarpus brasiliensis
    - Podocarpus celatus
    - Podocarpus guatemalensis
    - Podocarpus magnifolius
    - Podocarpus purdieanus
    - Podocarpus trinitensis
- Phân chi Foliolatus
  - Đoạn Foliolatus (Nepal tới Sumatra, Philippines, và New Guinea tới Tonga)
    - Podocarpus archboldii
    - Podocarpus beecherae
    - Podocarpus borneensis
    - Podocarpus deflexus
    - Podocarpus insularis
    - Podocarpus levis
    - Podocarpus neriifolius - Thông tre; Thông trúc đào; Thông tre nam
    - Podocarpus novae-caledoniae
    - Podocarpus pallidus
    - Podocarpus rubens
    - Podocarpus spathoides

  - Đoạn Acuminatus (bắc Queensland, New Guinea, New Britain, Borneo)
    - Podocarpus dispermus
    - Podocarpus ledermannii
    - Podocarpus micropedunculatis

  - Đoạn Globulus (Đài Loan tới Việt Nam, Sumatra và Borneo, New Caledonia)
    - Podocarpus globulus
    - Podocarpus lucienii
    - Podocarpus nakai
    - Podocarpus sylvestris
    - Podocarpus teysmannii

  - Đoạn Longifoliolatus (Sumatra và Borneo, về phía đông tới Fiji)
    - Podocarpus atjehensis
    - Podocarpus bracteatus
    - Podocarpus confertus
    - Podocarpus decumbens
    - Podocarpus degeneri
    - Podocarpus gibbsii
    - Podocarpus longifoliolatus
    - Podocarpus polyspermus
    - Podocarpus pseudobracteatus
    - Podocarpus salomoniensis

  - Đoạn Gracilis (nam Trung Quốc, qua Malesia tới Fiji)
    - Podocarpus affinis
    - Podocarpus glaucus
    - Podocarpus lophatus
    - Podocarpus pilgeri - thông tre lá ngắn
    - Podocarpus rotundus

  - Đoạn Macrostachyus (Đông Nam Á tới New Guinea)
    - Podocarpus brassii
    - Podocarpus brevifolius - thông tre lá nhỏ, tùng la hán lá nhỏ
    - Podocarpus costalis
    - Podocarpus crassigemmis
    - Podocarpus tixieri

  - Đoạn Rumphius (Hải Nam, về phía nam qua Malesia tới bắc Queensland)
    - Podocarpus grayii
    - Podocarpus laubenfelsii
    - Podocarpus rumphii

  - Đoạn Polystachyus (Hoa Nam và Nhật Bản, qua bán đảo Mã Lai tới New Guinea và đông bắc Úc)
    - Podocarpus chinensis
    - Podocarpus chingianus
    - Podocarpus elatus
    - Podocarpus fasciculus
    - Podocarpus macrocarpus
    - Podocarpus macrophyllus - thông la hán
    - Podocarpus polystachyus
    - Podocarpus ridleyi
    - Podocarpus subtropicalis

  - Đoạn Spinulosus (vùng duyên hải đông nam và tây nam Úc)
    - Podocarpus drouynianus
    - Podocarpus spinulosus

## Hình ảnh

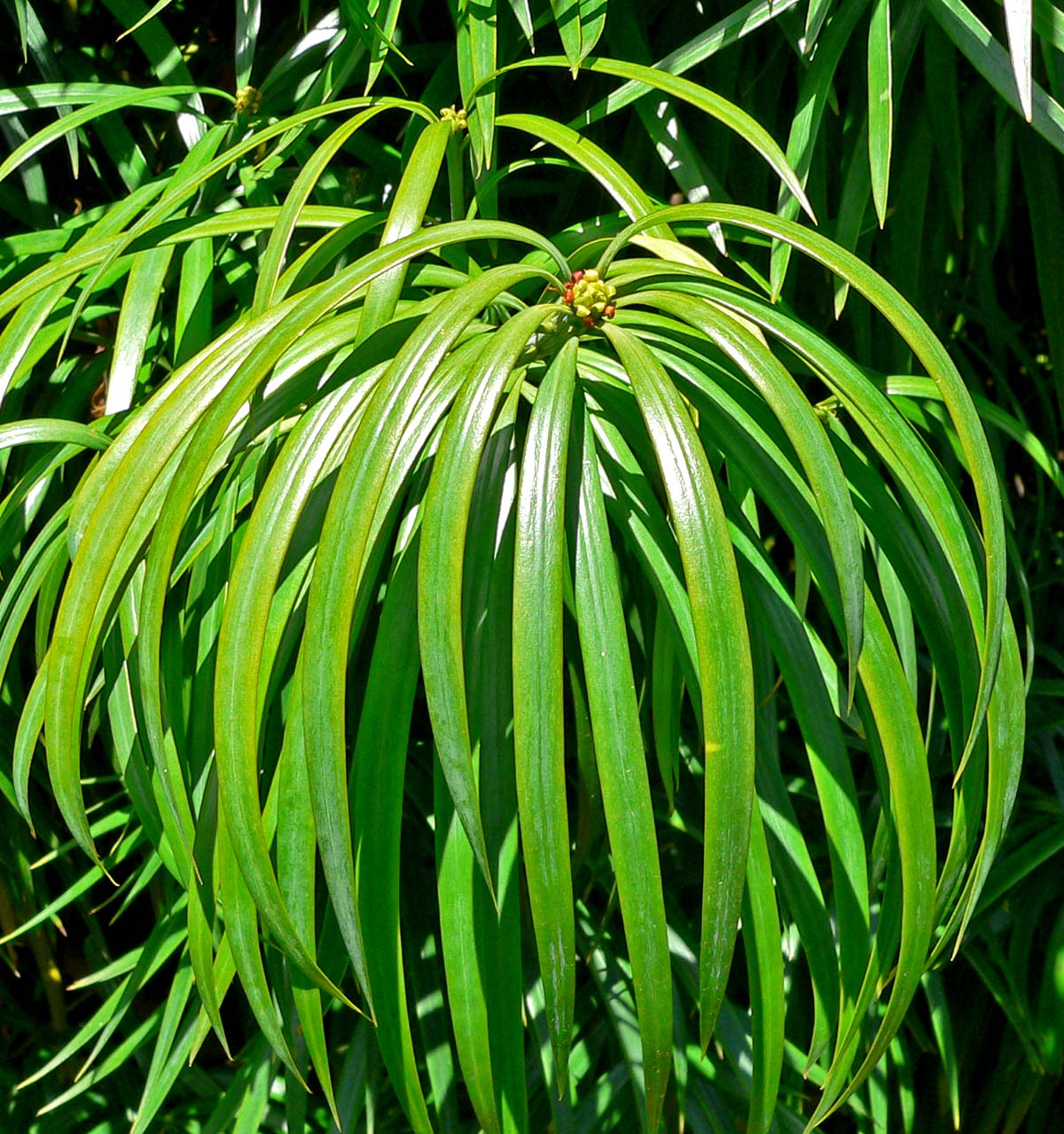
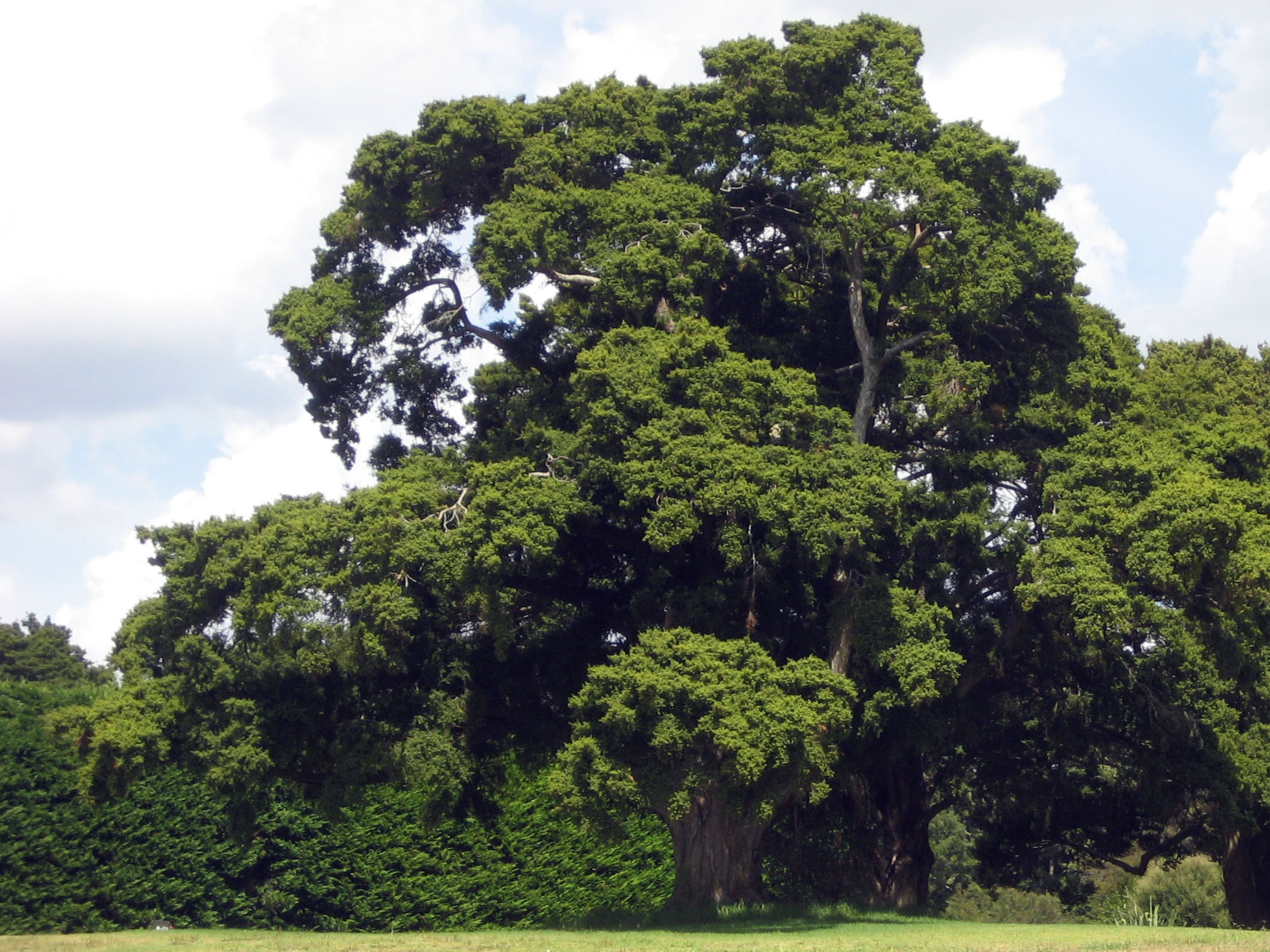
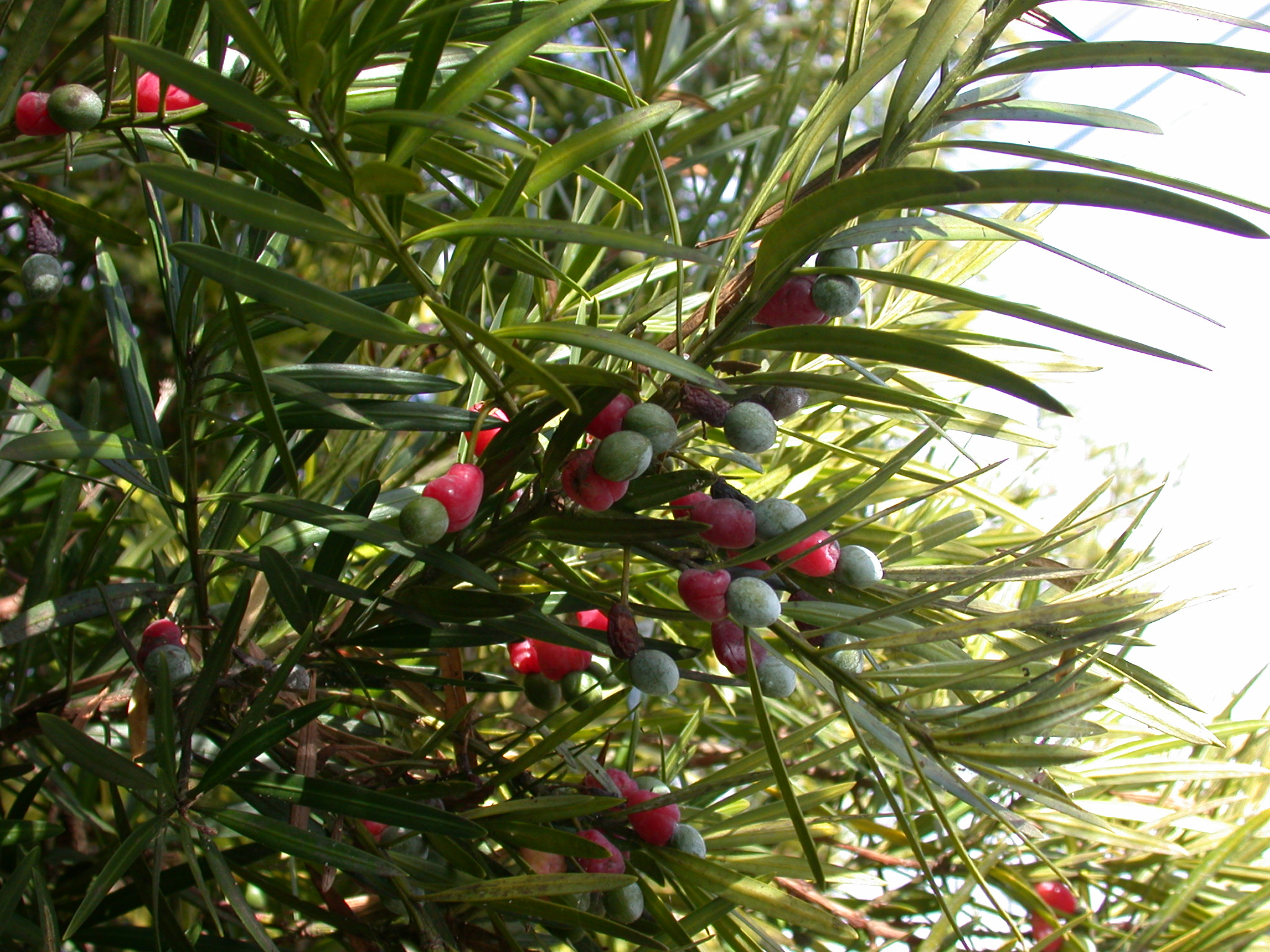